# Aljaksandr Hutar
Aljaksandr Pjatrowitsch Hutar (belarussisch Аляксандр Пятровіч Гутар, russisch Александр Петрович Гутор Alexandr Petrowitsch Gutor; * 19. April 1989 in Minsk) ist ein belarussischer Fußballtorwart.

## Karriere

### Verein
Der Torwart begann seine Karriere 2006 bei BATE Baryssau. Zwischen 2013 und 2016 stand er beim FK Dinamo Minsk unter Vertrag. 2016 folgte der Wechsel in die russische Premjer-Liga zum FK Orenburg.

### Nationalmannschaft
Hutar wurde in den Kader für die U-21-Fußball-Europameisterschaft 2011 berufen und bestritt alle vier Partien. 2012 nahm der Torwart mit der U-23-Mannschaft an den Olympischen Spielen 2012 teil. Er kam in jedem der drei belarussischen Spiele zum Einsatz und kassierte sechs Gegentreffer. Sein Debüt für Belarus gab er am 25. März 2013 im Freundschaftsspiel gegen Kanada.

## Titel und Erfolge
- Fußballer des Jahres von Belarus: 2011